# تپه چغا گردنه
تپه چغا گردنه مربوط به دوران پیش از تاریخ ایران باستان است و در شهرستان شازند، بخش مرکزی، روستای پاکل واقع شده و این اثر در تاریخ ۹ اردیبهشت ۱۳۸۲ با شمارهٔ ثبت ۸۵۷۵ به‌عنوان یکی از آثار ملی ایران به ثبت رسیده‌است.